# András Hadik

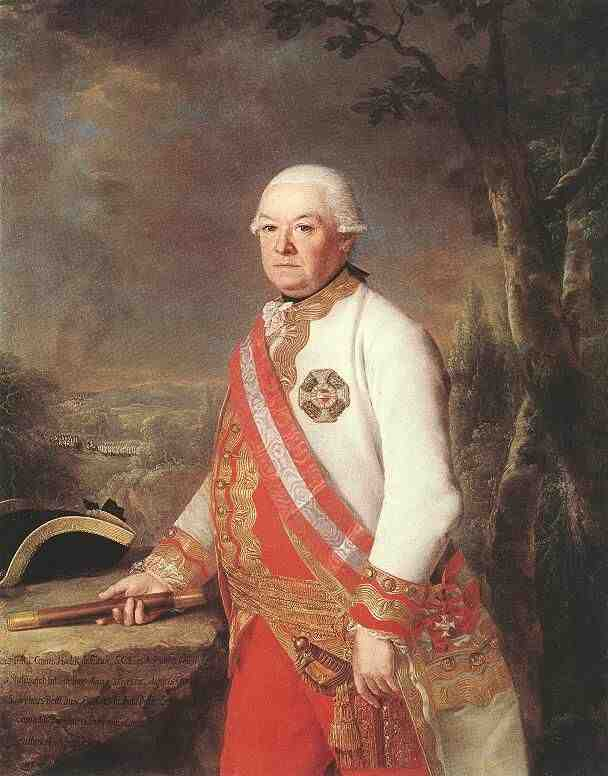
Retrato de András Hadik por Georg Weikert, Museo Nacional Húngaro.

Conde András Hadik de Futak (en húngaro: futaki Hadik András gróf; en alemán: Andreas Reichsgraf Hadik von Futak; en eslovaco: maršal Andrej Hadík; 16 de octubre de 1710-12 de marzo de 1790) fue un conde de Hungría de la provincia de Futog. Fue comandante de un ejército de los Habsburgo en la Guerra de los Siete Años, bajo el mando del príncipe Carlos Alejandro de Lorena. Fue gobernador de Galitzia (Europa Central) y de Lodomeria entre enero y junio de 1774, y el padre de Károly József Hadik.

## Biografía
Nacido el 16 de octubre de 1710, en el seno de la familia de Mihály Hadik, perteneciente a la aristocracia húngara, se presentó voluntario para alistarse en el regimiento de húsares cuando sólo tenía 20 años. A los 22 fue nombrado oficial, y se convirtió en el portaestandarte del regimiento Dessewffy, en el ejército austríaco. Luchó en la Guerra de Sucesión Polaca (1733-1738) y en la Guerra ruso-turca (1735-1739). En 1738 fue ascendido al rango de capitán.
Durante la Guerra de Sucesión Austriaca (1740-1748) ganó una gran fama por sus acciones contra los prusianos en la ciudad de Nysa (Polonia), utilizando ataques sorpresa y trucos en las escaramuzas acaecidas durante la guerra, en las que confiaba en gran medida en el excelente entrenamiento de su caballería ligera de húsares. Durante la guerra fue de nuevo promocionado, esta vez a Teniente-Coronel. En 1744 consiguió el rango de Coronel al mando de un regimiento completo de húsares, y casi al final de la guerra obtuvo el rango de General, siendo nombrado comandante de la brigada de caballería.
A comienzos de la Guerra de los Siete Años (1756-1763) ejecutó la acción protagonizada por húsares más famosa de la historia: cuando el Rey de Prusia, Federico II el Grande, marchaba al sur con su poderoso ejército, el general húngaro atacó inesperadamente a los prusianos con sus 5.000 hombres, casi todos húsares, logrando tomar la capital, Berlín. La ciudad fue salvada gracias a un rescate de 200.000 táleros y, gracias a esta hazaña, Hadik fue ascendido a Mariscal.